# محمد الدابي
الفريق/ محمد أحمد مصطفى الدابي (فبراير 1948 بمدينة بربر، ولاية نهر النيل -) دبلوماسيّ سوداني. وهو عسكريّ سابق غادر الخدمة العسكرية سنة 1999. عيّنته الجامعة العربية رئيساً لبعثة مراقبيها في سوريا التي تفقّدت أحوال البلاد ديسمبر 2011 أثناء الثورة الشعبية السورية. يقيم بمنطقة كافوري بالخرطوم.

## السيرة الذاتية
- التحق سنة 1969 بالجيش السوداني ضابطا برتبة ملازم، وتدرج ليصل إلى رتبة فريق.[1]
- تولّى إدارة الاستخبارات العسكرية للجيش السوداني يوم 30 يونيو 1989 (وهو يوم انقلاب عمر البشير على حُكم الصادق المهدي) وبقي في منصبه حتى 21 أغسطس 1995.[1]
- تقلّد منصب مدير الأمن الخارجي بجهاز الأمن السوداني في يوليو 1995 وحتى نوفمبر 1996.[1]
- عُيّن نوفمبر 1996 نائباً لرئيس أركان الجيش السوداني للعمليات الحربية وبقي في منصبه حتى فبراير 1999. وفي هذه فترة وقعت مواجهات شرسة في الحرب الاهلية بين شمال وجنوب السودان.[1]
- بين شهري فبراير وأغسطس 1999 عمل ممثلاً لرئيس الجمهورية بولايات دارفور مسؤولاً عن الأمن بها مع تفويضه صلاحيات رئيس الجمهورية قبل اندلاع التمرد في الاقليم عام 2003.[1]
- غادر العمل العسكري وعُيّن سفيراً للسودان في قطر بين عامي 1999 و2004.[1]
- عاد بعدها إلى السودان حيث عُيّن مساعداً لممثل رئيس الجمهورية لدارفور (عبد الرحيم محمد حسين وزارة الدفاع السوداني حالياً (2011) والذي أصدر مُدّعي المحكمة الجنائية الدولية مذكرة اعتقال بحقه.[1]
- يشغل منذ أغسطس 2011 منصب سفير بوزارة الخارجية السودانية.[1]
- عيّنته الجامعة العربية رئيساً لبعثة مراقبيها في سورية ديسمبر 2011.[1]